# جيريمي رينييه
جيريمي رينييه (بالفرنسية: Jérémie Renier)‏ (و. 1981 – م) هو ممثل من بلجيكا .

## روابط خارجية
- جيريمي رينييه على موقع IMDb (الإنجليزية)
- جيريمي رينييه على موقع قاعدة بيانات الأفلام العربية
- جيريمي رينييه على موقع ألو سيني (الفرنسية)
- جيريمي رينييه على موقع ميوزك برينز (الإنجليزية)
- جيريمي رينييه على موقع أول موفي (الإنجليزية)
- جيريمي رينييه على موقع قاعدة بيانات الأفلام السويدية (السويدية)
- جيريمي رينييه على موقع إن إن دي بي (الإنجليزية)
- جيريمي رينييه على موقع قاعدة بيانات الفيلم (الإنجليزية)
- جيريمي رينييه على موقع كينوبويسك (الروسية)